# Mijaíl Shólojov
Mijaíl Aleksándrovich Shólojov (en ruso: Михаи́л Алекса́ндрович Шо́лохов) (Vióshenskaya, stanitsa de Kruzhílino, 24 de mayo de 1905-Vióshenskaya, 21 de febrero de 1984) fue un novelista soviético. Principal exponente de la cultura soviética, sus obras han sido traducidas a más de 30 idiomas. En 1965 ganó el Premio Nobel de Literatura. Además fue un político y miembro importante del Partido Comunista. 

## Biografía

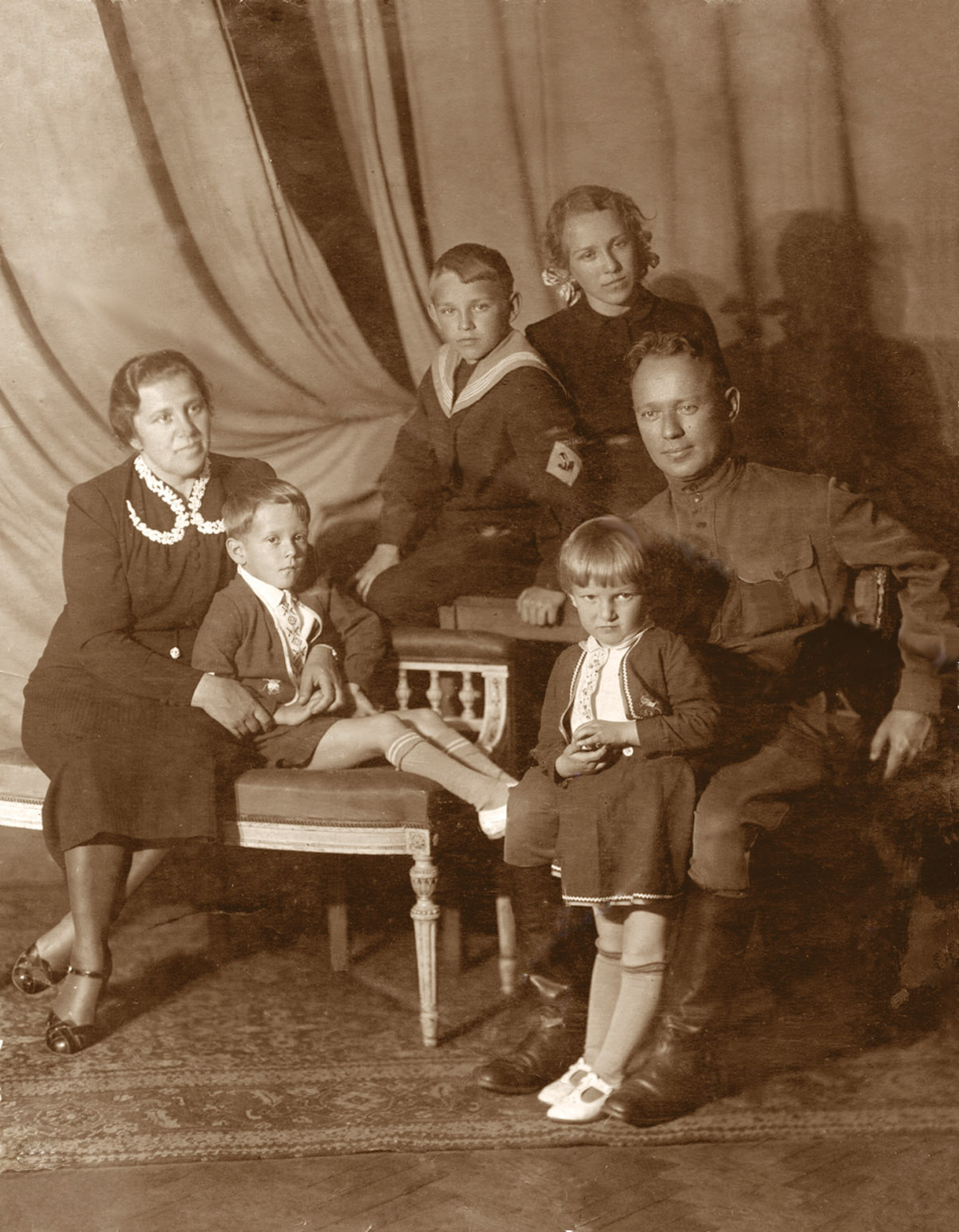
Retrato de la familia Shólojov con sus dos hijos y sus dos hijas.

Shólojov fue una de las figuras más importantes en el siglo XX dentro de la literatura soviética. Nació a orillas del río Don en el jútor de Kruzhílino, parte de la stanitsa Vióshenskaya, en el seno de una familia que, sin embargo, no era cosaca de origen.
Participó muy joven en la Primera Guerra Mundial y luego en la guerra civil rusa. En 1917, conmovido por los eslóganes y proclamas de los bolcheviques, se alistó en el Ejército Rojo; también trabajó como periodista y editor. 
Después del triunfo bolchevique, se estableció en Moscú, donde comenzó su carrera como escritor. Ingresó en el Partido Comunista (PCUS) en 1932 y en 1937 fue elegido para el parlamento soviético. La publicación en cuatro entregas de El Don apacible (1940), que consiguió el Premio Stalin en 1941, así como el Lenin en 1964 y el Nobel en 1965 (supuestamente porque la Academia sueca quiso congraciarse con el estado soviético tras el escándalo que supuso para la URSS la concesión del premio Nobel a Borís Pasternak), lo llevó a convertirse en el escritor más influyente de la Unión Soviética. Shólojov acompañó en 1959 a Nikita Jruschov en su viaje a Europa Occidental y Estados Unidos, y en 1961 fue elegido para el Comité Central del PCUS. Para la década de 1980, se habían impreso sesenta y nueve millones de copias de sus obras en ochenta y cuatro idiomas de la Unión Soviética.
Ocupó diversos cargos militares, administrativos y políticos, llegando a ser elegido delegado durante medio siglo en el Soviet Supremo, vicepresidente de la Unión de Escritores Soviéticos, a cuya presidencia perteneció desde su fundación en 1934, e incondicionalmente fiel al Estado como perseguidor de escritores Pasternak, Solzhenitsyn o Siniavski.
En sus discursos y escritos periodísticos, siempre respaldó las políticas oficiales del gobierno de la época y fue protegido por Stalin, como máximo representante de la estética que promovía, el llamado realismo socialista, mientras que el mandatario se mostró inclemente contra los escritores que no seguían esa ortodoxia, a los que llamó «formalistas». Por otra parte, unos estudios extranjeros sobre su obra promovieron polémicas sobre el presunto plagio de su obra maestra, sin que nada se sacara en claro de ello.
Falleció el 21 de febrero de 1984, a los 78 años de edad, tras una larga enfermedad, en su pueblo natal en Vióshenskaya.

## Literatura
Las obras de Shólojov son el reflejo del ambiente y circunstancias históricas del lugar específico. Este autor se movió siempre en la más estricta ortodoxia soviética. Según los críticos, sus escritos están marcados por la contradicción entre la fidelidad a un arte realista que Shólojov llegó a dominar como pocos, madurez literaria precoz para un escritor (a los veintitrés años Shólojov publica El Don apacible, a veces titulada El plácido Don), y fidelidad a los dictados de la propaganda oficialista.

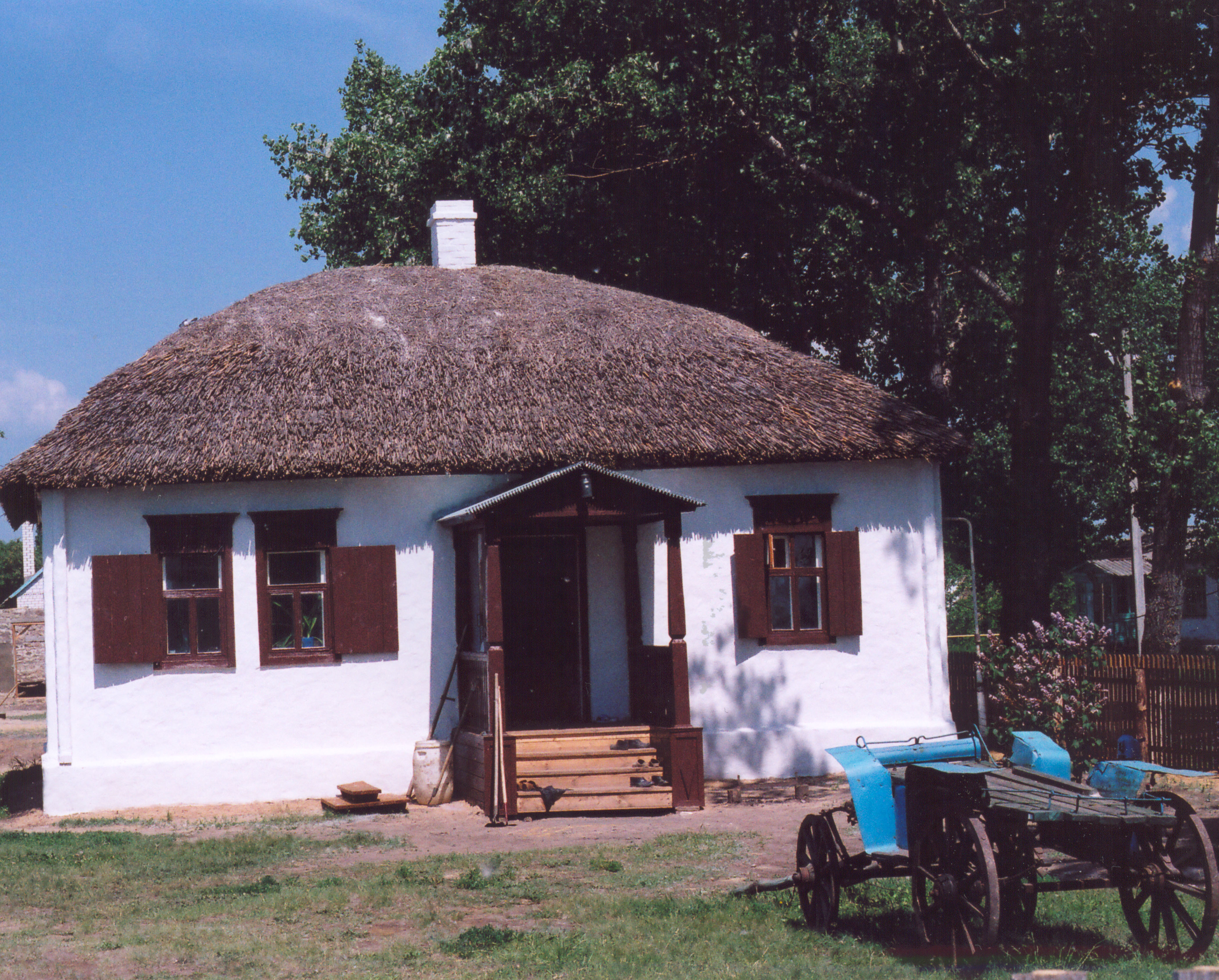
Casa de los Shólojov en la stanitsa Vióshenskaya.

Algunas de sus novelas rezuman sinceridad; se puede reconstruir la historia de la cruenta guerra civil rusa en El Don apacible (Тихий Дон) mejor que en cualquier manual de historia contemporánea. Ésta, su mejor novela a juicio de la crítica, escrita entre 1928 y 1940, relata la epopeya de los cosacos del Don, desde el inicio de la guerra hasta el triunfo bolchevique, vista a través de la historia individual del protagonista Grigori Panteléievich Mélejov.
Campos roturados (Поднятая целина), escrita entre 1932 y 1960, evoca las transformaciones producidas en la agricultura soviética por las granjas colectivas (koljós).
Lucharon por la Patria (Они сражались за Родину) exalta el heroísmo de los soldados soviéticos que libraron la Gran Guerra Patria contra el invasor nazi.
En la actualidad en Rusia, las generaciones de la comunidad cosaca consideran a este novelista como uno de los personajes trascendentales en la historia de su pueblo. Gracias a sus obras se preservaron valiosos detalles de la tradición y la cultura cosaca, valores y costumbres que el mismo escritor absorbió durante su infancia.
Durante muchos años, las obras de Shólojov formaron parte de los programas de estudio y conocimiento obligatorios en la RSFS de Rusia y en otras repúblicas de la extinta Unión Soviética.
Actualmente, su obra sigue siendo muy valorada más allá de consideraciones políticas o temporales, y El Don apacible se considera una de las novelas rusas más importantes del siglo XX. Su estudio ha regresado al temario obligatorio ruso después de una breve ausencia.

## Obras destacadas
- Cuentos del Don, 1925
- La estepa azul, 1926
- El Don apacible (4 volúmenes), 1928-1940
- Lucharon por la Patria, 1942
- La ciencia del odio, 1943
- Una palabra sobre la Patria, 1951
- El destino de un hombre, 1956-1957
- Campos roturados, 1960

## Premios y reconocimientos
Shólojov recibió el Premio Stalin en 1941 y el Premio Lenin en 1960, entre otras condecoraciones. En 1965, fue galardonado con el Premio Nobel de Literatura. En 1980, Brézhnev firmó el decreto de la concesión de la Orden de Lenin y la Estrella de Oro del Héroe del Trabajo Socialista «por sus destacados méritos en el desarrollo de la literatura soviética».

## Cine
Siete de sus obras fueron llevadas al cine entre las cuales destacan:
- Tijiy Don (El Don apacible), 1957-58, dirigida por Serguéi Guerásimov, con Elina Bystrítskaya, P. Glébov, L. Jitiáieva y Z. Kirienko.[12]
- Sudbá cheloveka (El destino de un hombre), 1959, dirigida por Serguéi Bondarchuk, con el propio Bondarchuk, Pávlik Boriskin, Zinaída Kirienko, Pável Vólkov, Yuri Avelin, K. Alekséiev.[13]
- Oní srazhalis za Ródinu (Lucharon por la Patria), 1975, dirigida por Serguéi Bondarchuk con Vasili Shukshín.